# Luís de Camões
Luís Vaz de Camões (asi 1524 – 10. červen 1580, Lisabon) je považován za největšího portugalského básníka. Jeho umění verše bývá srovnáváno se Shakespearem, Homérem, Vergiliem a Dantem. Napsal značné množství lyrické poezie (v portugalštině a španělštině) a divadelních her, ale známým je především díky svému eposu Os Lusíadas (1572, Lusovci). Jeho filozofické dílo Parnasum Luíse Vaze bylo ztraceno (bylo ukradeno s částí Lusovců závistivými nepřáteli při jeho návštěvě Mosambiku).

## Život
Mnoho detailů týkajících se Camõesova života zůstává neznámo, ale pravděpodobně se narodil okolo roku 1524 jako jediný syn a jediné dítě Simaa Vaze de Camões a jeho ženy Any de Sá de Macedo. Místo narození není známé. Jako jeho rodiště jsou nejčastěji uváděny Lisabon, Coimbra nebo Alenquer, ačkoliv posledně jmenované místo je založeno na možné špatné interpretaci jedné z jeho básní.
Camões patřil do rodiny pocházející ze severoportugalského regionu Chaves u Galície. V jeho raném mládí opustil Simao Vaz svého syna a ženu a odešel hledat osobní štěstí do Indie, aby zemřel hned další rok v Goe. Jeho matka se později znovu vdala. Camões  zdědil titul rytíře a dům v Coimbře. Žil z poloviny život plný výsad a byl vzdělán dominikány a jezuity. Po nějaký čas díky rodinným vztahům navštěvoval univerzitu v Coimbře, ačkoliv záznamy ho neregistrují (účastnil se kurzů humanitních věd). Jeho strýc Bento de Camões důvěřoval tomuto vzdělání, protože byl převorem Kláštera Santa Cruz a rektorem univerzity v Coimbře. Často měl přístup k drahé literatuře, včetně klasických řeckých, římských a latinských děl, četl latinsky, italsky a psal španělsky. Doba studií je spojena s prvními básnickými pokusy.
Ve dvaceti letech dostal místo u královského dvora, kde na sebe upozornil nejen svým zjevem a duševní vyspělostí, ale také literární tvorbou. Camões, jak dokazuje jeho láska k poezii, byl romantik a idealista. Povídá se, že se zamiloval do Kateřiny z Ataíde, čekatelky na pozici královny, a také do princezny Marie, sestry Jana III. Portugalského. Je také možné, že indiskrétní zmínka o králi v jeho hře El-Rei Seleuco, stejně jako mnoho dalších incidentů hrálo roli při jeho vyhoštění z Lisabonu v roce 1548. Cestoval do Ribateja, kde zůstal ve společnosti přátel, kteří ho ukrývali a živili. V provincii zůstal asi po šest měsíců. Na radu přátel se obrátil na krále, který mu trest vyhnanství změnil ve vojenskou službu v koloniích.
Zapsal se do zámořských vojsk a na podzim 1549 cestoval do Ceuty. Během bitvy s Maury přišel o pravé oko. V roce 1551 se asi vrátil do Lisabonu jako změněný člověk, který žil bohémským životem. V roce 1552 během náboženského festivalu Corpus Christi v Largo do Rossio zranil Goncala Borgese, člena královských stájí. Camões byl uvězněn. Jeho matka prosila o jeho propuštění, navštěvovala královské ministry a omluvila se rodině Borgesů. Camõesovi bylo nařízeno zaplatit 4 000 reis a tříletá služba ve vojsku v Orientu.

V roce 1553 odplul na lodi Sao Bento do Goy. Lodi velel Fernao Alves Cabral. Loď dorazila o šest měsíců později. V Goje byl Camões uvězněn kvůli dluhu. Goa se mu stala „náhradní matkou“, studoval místní zvyky a geografii a historii. Na své první expedici se účastnil bitvy podél Malabarského pobřeží. Po bitvě následovaly šarvátky na obchodních cestách mezi Egyptem a Indií. V listopadu 1554 se údajně flotila vrátila do Goy. Během pobytu na palubě pokračoval ve své tvorbě, také psal dopisy za nevzdělané muže ve flotile. Ve svých básních Gou přirovnával k Babylonu, městu zkázy a Lisabon byl místem naděje, Sijónem. Napsal několik satirických básní pod dojmem krvavé výpravy proti Kóžikkótu a za trest byl v roce 1556 vypovězen do Macaa. Cestu z Malaky přes Japonsko do Macaa, která trvala tři roky, popsal ve svém díle.

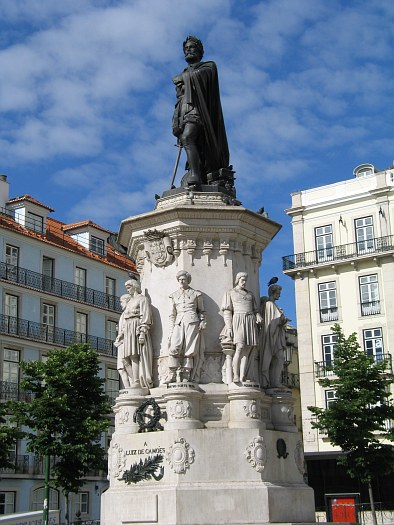
Památník Luíse de Camões v Lisabonu

Byl pověřen správou majetků nezvěstných a svržených vojáků v Orientu. V  Macau pracoval v jeskyni na své epické básni Lusovci. Později byl obviněn ze zpronevěry a odcestoval do Goy, aby se zpovídal před soudním tribunálem. Během jeho zpáteční cesty, poblíž řeky Mekong podél kambodžského pobřeží, ztroskotal, zachránil své rukopisy, ale ztratil svoji čínskou milenku. To, že přežil ztroskotání v deltě Mekongu, bylo navíc okořeněno legendami, že prý plaval podél pobřeží a nad hladinou držel rukopis své stále nedokončené básně. Do Goy se dostal po několika měsících a nakonec ho soud zprostil obvinění. V roce 1563 byla poprvé zveřejněna tiskem jeho báseň – óda  v úvodu knihy lékaře Garcíi da Horta Kolokvium o léčivých koříncích a drogách a lékařských otázkách Indie. 

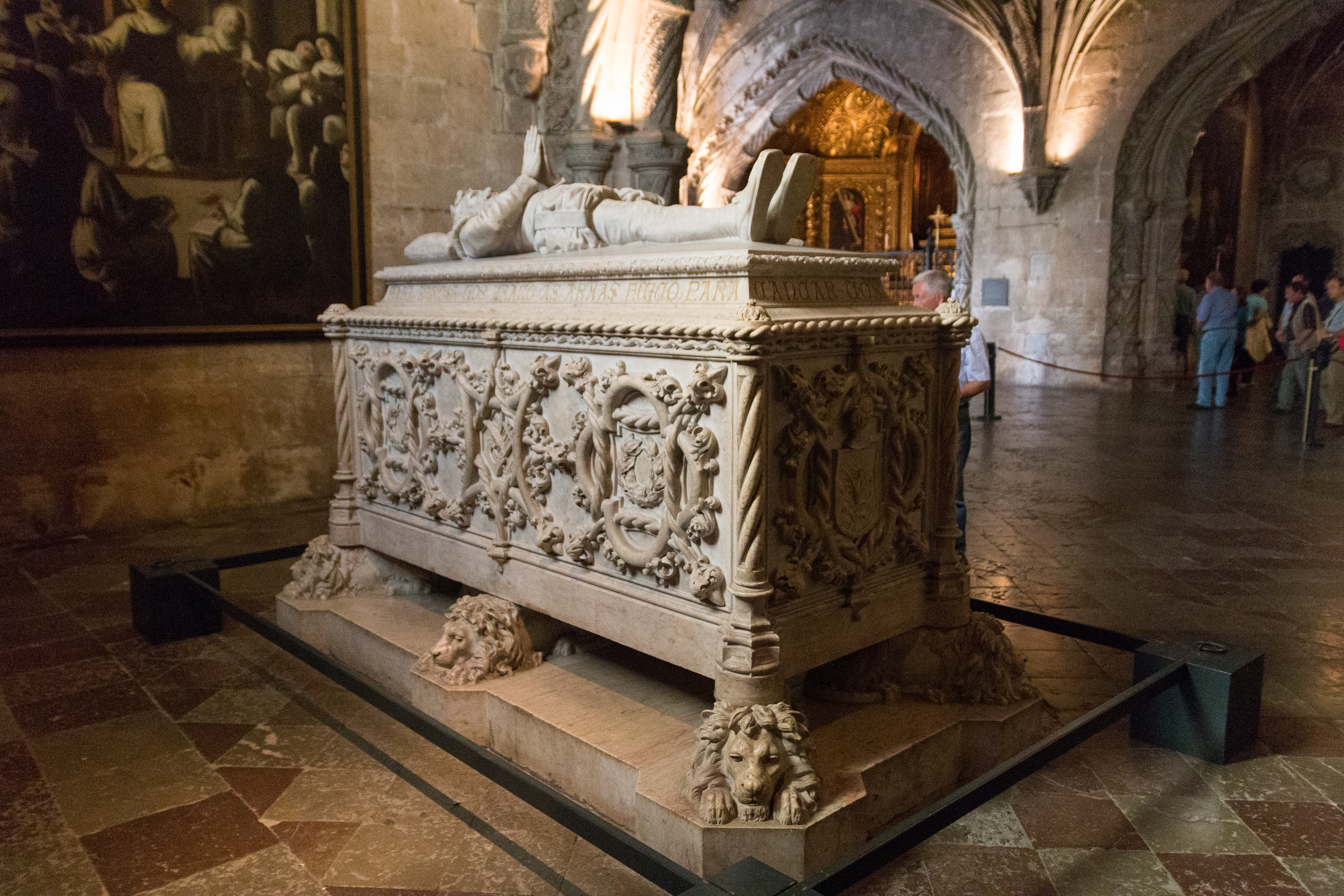
Camõesův náhrobek v klášteře jeronymitů

V roce 1570 se Camões konečně dostal zpět do Lisabonu, kde o dva roky později vydal Lusovce, epos popisující (po vzoru Homérovy Odysseje a Vergiliovy Aeneis) v deseti zpěvech cestu Vasca da Gamy kolem afrických břehů do Indie a zpět. Jako odměnu za toto dílo nebo snad za služby na Dálném Východě dostal malou královskou penzi od mladého a smrtelně nemocného krále Sebastiana I.
V roce 1578 se doslechl o děsivé porážce v bitvě u Alcazarquiviru, kde byl král Sebastian zabit a portugalská armáda zničena. Španělské zbraně se blížily k Lisabonu, když Camões napsal kapitánovi generálovi Lamegovi: „Všichni uvidí, že moje země mi byla tak drahá, že jsem byl ochoten zemřít nejen v ní, ale i s ní“. Camões zemřel v Lisabonu v roce 1580, ve věku 56 let. Kostel sv. Anny, kde byl pohřben, zničilo v roce 1755 zemětřesení. Ostatky byly nalezeny po sto letech a uloženy do nového hrobu v klášteře jeronymitů  v lisabonské čtvrti Belém. 

## Dílo
- Rimas, první souborné vydání Camõesovi lyriky z roku 1595Os Lusíadas (1572, Lusovci), epos,

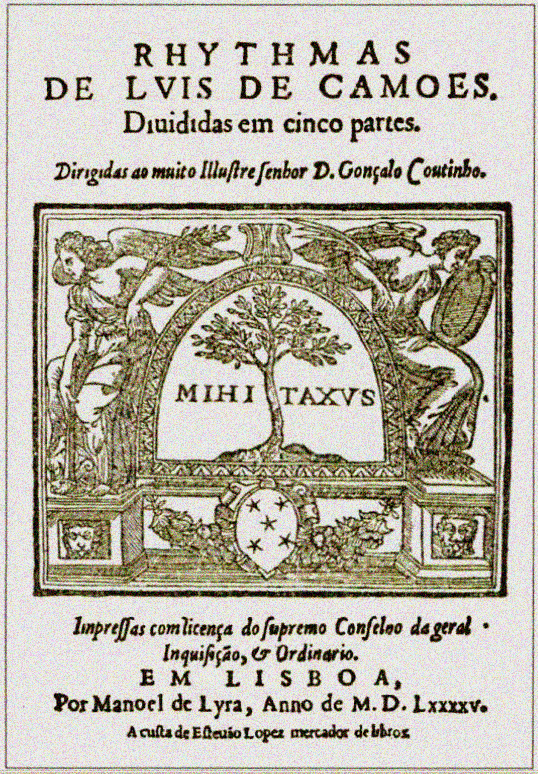
Rimas, první souborné vydání Camõesovi lyriky z roku 1595

- Rimas (1595, Básně), první souborné vydání básníkovy lyriky.
- Parnasum Luíse Vaze, filozofické dílo (ztraceno),
- El-Rei Seleuco, divadelní hra,
- Auto de Filodemo, divadelní hra,
- Anfitriões, divadelní hra,
- Indie Occcirente, divadelní hra.

## Česká vydání
- Lusovci, Jan Otto, Praha 1902, přeložil Jaroslav Vrchlický, znovu 1927,
- Sonety lásky, V. Vokolek, Pardubice 1933, přeložil Miloslav Bureš,
- Portugalské lásky, Václav Petr, Praha 1941, přeložil Kamil Bednář, znovu 1942,
- Lyrika, SNKLHU, Praha 1957, přeložil Kamil Bednář,
- Lusovci, SNKLU, Praha 1958, přeložil Kamil Bednář,
- Msti se mým slzám, Mladá fronta, Praha 1962, přeložil Kamil Bednář,
- Trýzeň i útěcha, Odeon, Praha 1974, přeložila Pavla Lidmilová a Josef Hiršal, znovu Mladá fronta, Praha 1997.

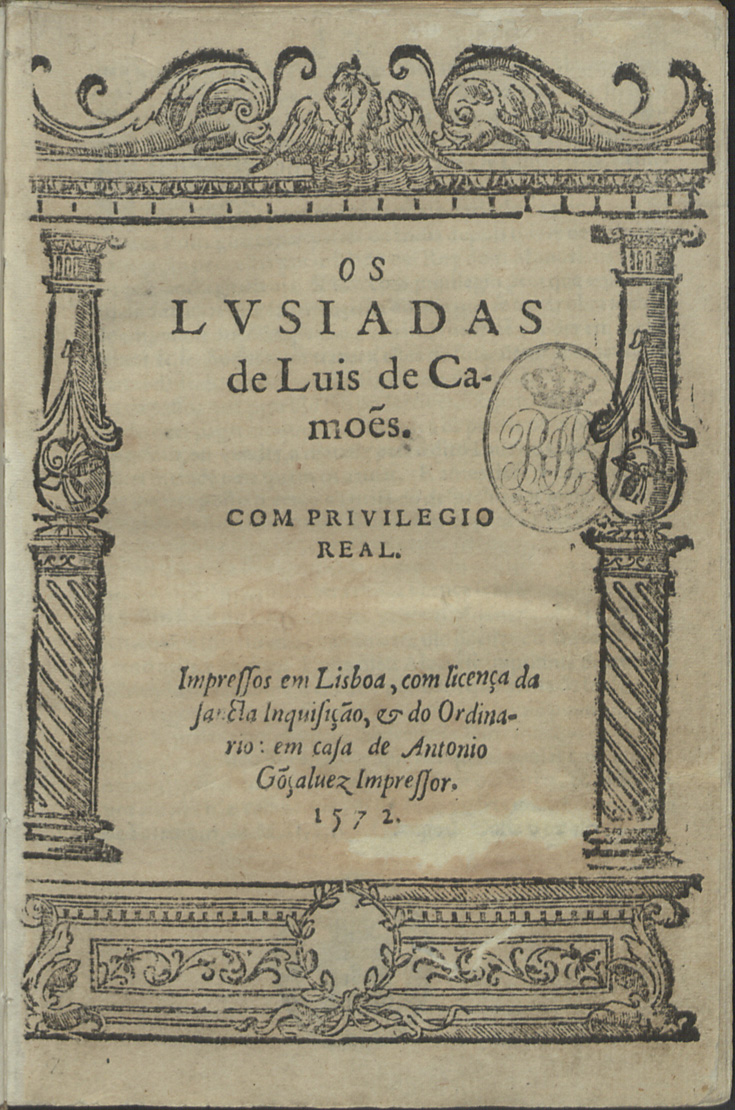
Lusovci, první vydání z roku 1572

## Camõesova cena
Od roku 1989 je udělována nejvýznamnější literární cena pro portugalsky píšící autory, která nese jméno Luise Camõese. Mezi její laureáty patří například António Lobo Antunes, José Saramago, Jorge Amado či Rubem Fonseca. Jejím držitelem v roce 2013 se stal mosambický spisovatel Mia Couto, z jehož bohaté tvorby je do češtiny přeložený román Náměsíčná země.

## Zajímavosti
- Camões je jednou z rolí v Donizettiho velké opeře Dom Sébastien, Rei de Portugal.
- Camões ve velké míře figuruje v knize Het verboden rijk (Zakázané císařství) od nizozemského spisovatele J. Slauerhoffa, který sám několikrát cestoval na Dálný východ jako lékař na lodi.
- Dnes se v Macau nachází muzeum věnované Camõesovi, Muzeum Luíse de Camões.
- V anketě Naši velcí Portugalci se umístil na pátém místě.
- Jeho jméno nese asteroid (5160) Camoes.[3]